# Abwehrgruppe-102
Abwehrgruppe-102 – oddział rozpoznawczo-wywiadowczy Abwehry podczas II wojny światowej.
Oddział został sformowany krótko po zaatakowaniu ZSRR przez wojska niemieckie 22 czerwca 1941 r. Był podporządkowany 17 Armii, zaś od maja 1943 r. – 8 Armii. Wchodził w skład Abwehrkommando-1A, od lipca 1942 r. – Abwehrkommando-101, zaś od listopada 1943 r. – Abwehrkommando-106. Do grudnia 1942 r. na czele Abwehrgruppe-102 stał ppłk Paul von Hopf-Hoyer, potem kpt. Karl Hess (do stycznia 1943 r.), por. Schtandtke (do maja 1943 r.), a następnie kpt. Martin Rudel (do końca wojny). Oddział działał na okupowanej Ukrainie i północnym Kaukazie. Po reorganizacji w maju 1943 r., prowadził – obok rozpoznawczej i wywiadowczej – także działalność kontrwywiadowczą w miejscach dyslokacji oddziałów tyłowych 8 Armii. Agentura była werbowana spośród wziętych do niewoli czerwonoarmistów, osadzonych w obozach jenieckich w miejscowościach Stalino, Rostów nad Donem, Gorłówka, Charków, Konstantynowka, Artiomowsk, stanica Krymskaja, Krasnodar, Połtawa, Kirowohrad. Ochotnicy byli szkoleni przez Niemców i ich rosyjskich współpracowników na krótkoterminowych kursach wywiadowczych. Po pewnym czasie rozpoczęto również szkolenia dla agentów-radiowców, które trwały 2-3 miesiące. Agenci byli na końcu pojedynczo lub małymi grupami przerzucani przez linię frontu na tyły Armii Czerwonej. Abwehgruppe była zakamuflowana na różne sposoby, np. w Krasnodarze jako samochodowy oddział remontowy, a jej członkowie i szkoleni agenci występowali jako kierowcy i mechanicy. Podczas działań na obszarze Kubania działano wespół z Sonderkommando Dromedar, złożonej z Ormian. W styczniu 1943 r. z jej składu przeszło do Abwehrgruppe-102 15 wyszkolonych agentów. Prowadzono też bliską współpracę z rumuńskim oddziałem wywiadowczym kapitana "Kuku", stacjonującym w stanicy Gostagajewskaja. Do Abwehrgruppe udało się Sowietom wprowadzić swojego agenta Piotra I. Priadko ze SMIERSZa, który występował pod fałszywym nazwiskiem Pietrenko. Po 2 miesiącach przeszkolenia Niemcy wysłali go na tyły wojsk sowieckich. Przekazał fałszywe informacje, po czym powrócił na drugą stronę frontu. Udało mu się wejść w bliskie kontakty z dowódcą oddziału. Dzięki jego działalności Niemcy otrzymywali wiele dezinformacji, częściowo opierających się na prawdzie dla ich uwiarygodnienia. Po 3 przerzuceniu na sowieckie tyły P. I. Priadko otrzymał od swoich mocodawców zadanie zajęcia się w ramach Abwehrgruppe produkowaniem fałszywych dokumentów. Jego działania doprowadziły do ujawnienia łącznie danych 101 niemieckich agentów i 26 członków Abwehrgruppe. Po zakończeniu wojny został odznaczony Orderem Czerwonego Sztandaru.